# 董思恭
董思恭（?—?），苏州吴县（今江苏省苏州市）人，唐朝官员。
董思恭所著篇咏，被当时之人所推重。历任右史、中书舍人，知考功举事，因为参预泄露问目，配流放到岭南而死。曾经和与许敬宗、杨思俭、顾胤、许圉师、上官仪、孟利贞、姚璹、窦德玄、郭瑜、元思敬等人编撰《瑶山玉彩》、《芳林要览》。